# Vepric

Vepric est un sanctuaire marial de la Croatie. Il est situé dans le comitat de Split-Dalmatie, à quelques miles au nord-ouest de la ville de Makarska sur le pied de la montagne Biokovo. Il est l'un des plus populaires et les sanctuaires mariaux visité la plupart dans la Dalmatie. Il a été ordonné par l'archevêque de Split-Makarska Juraj Carić sur le modèle du Sanctuaire de Lourdes, et sa volonté, l'évêque lui-même à sa mort a été enterré dans le sanctuaire.

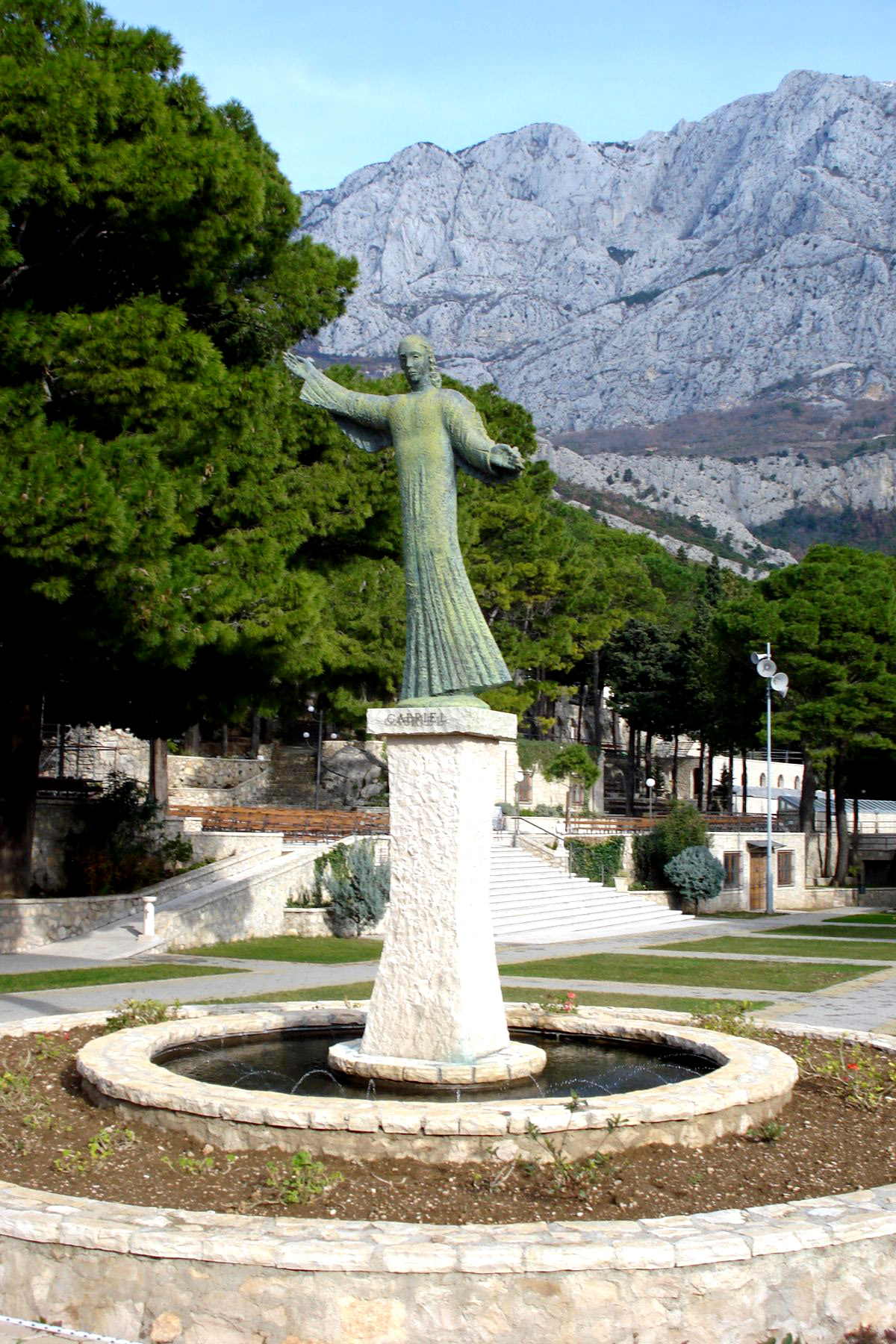
Statue de l'archange Gabriel à Vepric